# رفقای خوب (فیلم ۱۳۹۴)
رفقای خوب فیلمی به کارگردانی، نویسندگی و تهیه‌کنندگی مجید قاری‌زاده ساخته سال ۱۳۹۴ است.
این فیلم در تاریخ ۲۴ شهریور ۱۳۹۵ در سینماهای ایران اکران شده‌است.

## خلاصه داستان
این فیلم داستان زندگی یک بازیگر پیشکسوت به نام حسین عطاری (جمشید مشایخی) را روایت می‌کند که سالهاست جلوی دوربین نرفته‌است و حالا که بناست مراسم تجلیلی برایش برگزار شود هم هیچ‌کس از محل زندگیش خبر ندارد. اینجاست که رفقای قدیمی این بازیگر که آنها نیز مدتهاست به دنبالش هستند درصدد برمی‌آیند تا با کمک نوه اش، او را پیدا کنند.

## بازیگران
- جمشید مشایخی
- محمد کاسبی
- داریوش اسدزاده
- عنایت‌الله بخشی
- نوید لایقی‌مقدم
- احمدرضا اسعدی
- نعیمه نظام‌دوست
- رامین ناصرنصیر
- غلامرضا صادقی
- بیتا خردمند
- رضا رویگری